# Edward Stachura

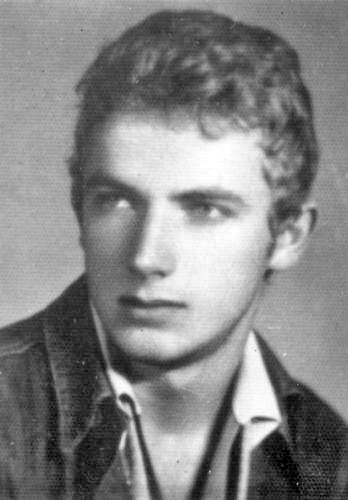
Edward Stachura

Edward Jerzy Stachura ([ˈɛdvard sta'xura]; * 18. August 1937 in Charvieu, Frankreich; † 24. Juli 1979 in Warschau) war ein polnischer Schriftsteller, Dichter und Liedermacher.

## Biografie
Stachura wurde in einer Familie polnischer Einwanderer in Charvieu im Département Isère (Frankreich) geboren. Er war das zweite Kind von Stanisław und Jadwiga Stachura.
Im November 1948 kehrte die Familie nach Polen zurück und ließ sich in Łazieniec bei Aleksandrów Kujawski nieder.
Im Zeitraum 1957–1965 studierte Stachura Romanistik an der Katholischen Universität Lublin und an der Universität Warschau.
Er übersetzte auch aus dem Spanischen und Französischen, u. a. Werke von Jorge Luis Borges, Gaston Miron und Michel Deguy, und schrieb auch Songs.
Stachura starb am 24. Juli 1979 in Warschau nach einer paranoid-schizophrenen Episode durch Suizid.

## Die Stachura-Legende
Durch die nonkonformistische und kompromisslos dichterische, teils im Sinne Hölderlins, Ausrichtung seiner Werke war Stachura bereits zeit seines Lebens ein Idol der alternativ ausgerichteten polnischen Jugend der 1980er. Auch wenn seine Prosa und Lyrik nachträglich der Hippie-Ideologie zugeschrieben wurden, so sprengt Stachuras Schreibe die Grenzen jeglicher kodifizierten Strömungen.
Das offen unpolitische Werk ermöglichte es Stachura, in der damaligen Realität des kommunistischen Polens die Privilegien eines im Sinne der Volksrepublik erfolgreichen Künstlers zu genießen. Der Künstler wurde durch Stipendien, Auslandsreisen und Sachleistungen (u. a. Wohnung, Telefon) großzügig subventioniert.
Seine Lieder sang Stachura mit betont brüchiger Stimme, während er sich auf der Gitarre mit Hilfe simpler Akkordfolgen begleitete. Die seltenen Tonaufnahmen seiner Auftritte erreichten postum einen Sammlerwert.
Nach seinem Freitod wurde Stachura zu einer Kult-Person der alternativen Jugendkultur in Polen. Poesie-Festivals unter seinem Namen erlangten den Status von Pop-Veranstaltungen, und den Lebensentwurf eines „Dichters auf Wanderschaft“ nahmen Tausende von jungen Menschen als ihren eigenen an. Stachuras Outfit - Army-Jacke, Jeans, Rucksack, robuste Schuhe - wurde zum Erkennungszeichen Gleichgesinnter und zum Symbol des Nonkonformismus.

## Trivia
Die Postum-Gesamtausgabe von Stachuras Werken sollte ursprünglich in einem Umschlag aus Jeans-Canvas erscheinen. Angesichts der Mangelwirtschaft der 1980er Jahre in Polen wurden die fünf Bände jedoch im Taschenbuch-Format herausgegeben; die Umschläge wurden immerhin mit einem Jeans-Muster bedruckt.

## Werke
- Jeden dzień, 1962
- Dużo ognia, 1963
- Falując na wietrze, 1966
- Przystępuję do ciebie, 1968
- Po ogrodzie niech hula szarańcza, 1968
- Cała jaskrawość, 1969
- Siekierezada albo Zima leśnych ludzi, 1971
- Piosenki, 1973
- Piosenki, 1974
- Kropka nad ypsylonem, 1975
- Opowiadania, 1977
- Się, 1977
- Missa pagana, 1978
- Fabula rasa, 1979
- Dużo ognia i tak dalej, 1978
- Oto, 1979

## Verfilmungen
- Siekierezada (1985), Regie: Witold Leszczyński